# Belgische federale verkiezingen 2003/Kandidatenlijsten/Agalev
Dit zijn de kandidatenlijsten van Agalev voor de Belgische federale verkiezingen van 2003.

## Antwerpen

### Effectieven
1. Fauzaya Talhaoui
2. Joos Wauters
3. Eddy Boutmans
4. Marlies van Bouwel
5. Nicole Van Praet
6. Erik Vervoort
7. Monique Aerts
8. Jelle Mols
9. Greet Oris
10. Steven Lambrechts
11. Chris Van Der Voort
12. Erwin Pairon
13. Ali Salmi
14. Mia Gys
15. Abram Op de Beeck
16. Nicole Stas
17. Frank Meeussen
18. Inge Bastiaensen
19. Ilse Van Dienderen
20. Jo Vermeulen
21. Ria Van Den Heuvel
22. Bart Staes
23. Jos Geysels
24. Mieke Vogels

### Opvolgers
1. Eddy Boutmans
2. Astrid Wittebolle
3. Tom Caals
4. Wim De Kinderen
5. Inge Bellens
6. Freya Piryns
7. Guy De Vries
8. Ann Leenders
9. Gerda Roeykens
10. May Joris
11. Jowan Lamon
12. Peter Van Nuland
13. Leen Laenens

## Brussel-Halle-Vilvoorde

### Effectieven
1. Lode Vanoost
2. Annemie Maes
3. Karel De Ridder
4. Fatima Boudjaoui
5. Lucas Ghysels
6. Véronique Rosiers
7. Ivo Vanhamme
8. Marie-Jeanne Thaelemans
9. Willem Stevens
10. Annemie Van Dam
11. Pascal Dufour
12. Hassiba Benbouali
13. Jan Steyaert
14. Jenny Sleeuwaegen
15. Alain Beeckmans
16. Eva Cools
17. Bart Bogaerts
18. Saskia Latreche
19. Hermes Sanctorum
20. Christine Musch
21. Jean-Pierre Maeyens
22. Adelheid Byttebier

### Opvolgers
1. Annemie Vermeylen
2. Mark Lamotte
3. Stefan Rummens
4. Hannelore Haegebaert
5. Marc Van Godtsenhoven
6. Ria Kaatee
7. Nico Martens
8. Ria Turcksin
9. Mark De Meyer
10. Ilse Rymenants
11. Magda Van Stevens
12. Eloi Glorieux

## Leuven

### Effectieven
1. Magda Aelvoet
2. Mark Van Roy
3. Bernadette Stassens
4. Johan Van De Schoot
5. Anne Dedry
6. Tom Dierckx
7. Ann De Martelaer

### Opvolgers
1. Kristien Grauwels
2. Ugo Magnus
3. Malek Zahi
4. Elke Schillebeeckx
5. Veer Dusauchoit
6. Alex Polfliet

## Limburg

### Effectieven
1. Jacinta De Roeck
2. Liesbeth Vanheusden
3. Mevlüt Gel
4. Tony Ventura
5. Daniëlle Cremers
6. Anita Nouters
7. Fabian Spreeuwers
8. Johan Danen
9. Lut Rens
10. Gerty Broers
11. Marcel Schillebeeks
12. Rudi Reynaert

### Opvolgers
1. Peter Vanhoutte
2. Sven Saenen
3. Sandra Bamps
4. Magda Demircan
5. Mieke Biets
6. Rudi Thysen
7. Piet Debois

## Oost-Vlaanderen

### Effectieven
1. Vera Dua
2. Jef Tavernier
3. Liliane De Cock
4. Michel Roels
5. Dorien Depraeter
6. Ludo De Block
7. Mieke Decruyenaere
8. Piet Van Heddeghem
9. Rozemie Steyaert
10. Jan Cools
11. Veronique Crynen
12. Luc Vlerick
13. Lut De Jaeger
14. Gino Bertin
15. Chris Van Den Eynde
16. Jan Fiers
17. Hilde Keppens
18. Patrick De Swaef
19. Filip Watteeuw
20. Marleen Temmerman

### Opvolgers
1. Els Keytsman
2. Stefaan Van Hecke
3. Meyrem Almaci
4. Johan De Weerdt
5. Miki Duerinck
6. Johan Janssens
7. Hilde Van Cauteren
8. Guy Willems
9. Marnix Schollaert
10. Cathy Plasman
11. Jos Stassen

## West-Vlaanderen

### Effectieven
1. Rita Brauwers
2. Anne-Mie Descheemaeker
3. Danny Venus
4. Philippe Avijn
5. Griet Decoster
6. Lut Dornez
7. Johan Denys
8. Bert Van Dierdonck
9. Vera Lannoo
10. Hilde Naessens
11. Dominique Lubaki
12. Rudy Devos
13. Erica Blomme
14. Ingrid Vanhaecke
15. Kurt Lecompte
16. Jan Dhaene

### Opvolgers
1. Carlo De Winter
2. Kathleen Bevernage
3. Guy Deklerck
4. Carine Duyck
5. Sébastien Vernieuwe
6. Marijke Ven
7. Frederiek Depoortere
8. Staf Dujardin
9. Veerle Declercq

## Senaat

### Effectieven
1. Mieke Vogels
2. Rudi Reynaert
3. Tinne Van Der Straeten
4. Marianne Vergeyle
5. Kazim Özcan
6. Johan Malcorps
7. Lieve Snellings
8. Sylvain Lockefeer
9. Griet Tessier
10. Diana Hellebaut
11. Bart Staes
12. Bruno De Lille
13. Mieke Valcke
14. Ethel Brits
15. Ali Salmi
16. Khalid El Boutaibe
17. Hélène Paraskevopoulos
18. Lucette Callebaut
19. Relinde Baeten
20. Hugo Van Dienderen
21. Frans Ramon
22. Isabel Vertriest
23. Jacinta De Roeck
24. Eddy Boutmans
25. Jos Geysels

### Opvolgers
1. Meryem Kaçar
2. Luc Denys
3. Annick Lambrecht
4. Meyrem Almaci
5. Peter Verhaeghe
6. Frank Douchy
7. Agnes Loonis
8. Herman Lodewyckx
9. Francine De Prins
10. Nico Volckeryck
11. Guido Maertens
12. Soumaya Zaougui
13. Magda Aelvoet
14. Frans Lozie